# Erich Buchholz
Erich Buchholz (1891-1972) fue un artista alemán, pintor y grabador. Fue una figura central en el desarrollo del arte concreto o no objetivo en Berlín entre 1918 y 1924. Interrumpió su actividad artística en 1925, primero por dificultades económicas y, a partir de 1933, porque las autoridades nacionalsocialistas le prohibieron pintar. Retomó la actividad artística en 1945.

## Biografía
Erich Buchholz nació el 31 de enero de 1891 en Bromberg, provincia de Posen, Alemania (actualmente Bydgoszcz, Polonia). Comenzó a trabajar como profesor en una escuela primaria de Berlín, pintando en su tiempo libre. En 1914 decidió convertirse en artista a tiempo completo y estudiar pintura con Lovis Corinth, pero sólo logró tomar una lección antes de ser reclutado. 
Al final de la Primera Guerra Mundial regresó a Berlín y comenzó a trabajar en pinturas abstractas. En 1918 diseñó sus primeros decorados abstractos para el Albert-Theater de Dresde . Su primera exposición individual fue en 1921 en la Galería Der Sturm de Berlín e incluyó una serie de dieciséis planchas de madera cinceladas. La primera de ellas, Órbitas de los planetas (Planetenbahnen), fue diseñada inicialmente como una matriz para realizar xilografías, pero el artista gradualmente la consideró como una obra de arte por derecho propio y pintó las superficies.  
A lo largo de la década de 1920 participó en las exposiciones de arte anuales sin jurado que se organizaban en Berlín. En la exposición Constructivismo y suprematismo, organizada en 1922 por la Galería Van Diemen de Berlín, conoció a László Moholy-Nagy, Laszlo Peri, Ernő Kállai y El Lissitzky, artistas relacionados con la Bauhaus con los que mantuvo estrecho contacto en los años siguientes. También participó en eventos internacionales como la Primera Exposición de Arte Moderno en Bucarest. 
Su estudio en el número 15 de la Herkulesufer en Berlín fue un lugar de encuentro para artistas de vanguardia, incluidos, además de los pintores Hannah Höch y Kurt Schwitters, los escritores dadaístas Richard Huelsenbeck y Raoul Hausmann, así como los pioneros del cine abstracto Hans Richter y Viking Eggeling.  El crítico de arte Heinz Ohff describió este estudio en el obituario de Buchholz, afirmando: "En 1922 remodeló su estudio en la Herkulesufer 15 y lo convirtió en el primer espacio tridimensional diseñado de forma abstracta en la historia del arte". Existen fotografías originales del diseño del espacio-estudio de Buchholz de ese período y las expuso en el Grosse Berliner de 1923. Las fotografías revelan que lo había convertido en un espacio abstracto coherente, hasta por el modelo del diseño del techo. El color de la habitación en particular era importante. Pintó de un azul claro las superficies lisas con un delicado patrón de papel tapiz; un azul verdoso claro similar cubría la superficie más rugosa donde se había quitado el papel tapiz. Ambos colores tendían a iluminar y ampliar el impacto visual de un espacio pequeño. Varios motivos en las paredes se reorganizaron continuamente: a veces la esfera dominante en la pared permanecía descubierta, a veces estaba eclipsada. Esta activación de los elementos buscaba reforzar la movilidad que se experimenta al encontrar una obra de arte como un espacio tridimensional.    En 1969 se construyó y presentó una reconstrucción de su estudio en la Kunstbibliothek de Berlín, organizada y comisariada por Hans-Peter Heidrich, director de la galería Daedulus. 
En 1923, el interés de Buchholz se centró en la arquitectura y comenzó a experimentar el uso de formas ovoides en los edificios, como por ejemplo en el diseño de una casa con forma de huevo. 
Además de pintar, Erich Buchholz escribió varios ensayos y artículos en los que analizaba la relación entre la visión del mundo y los principios constructivistas. Así, en uno de sus artículos afirmó:
La ley eterna de la recurrencia – como en la espiral – se opone a la ley del no retorno – como en una parábola que se puede considerar una espiral distorsionada. Lo primero es relativo, lo segundo es absoluto en que nada vuelve jamás.
Debido a las dificultades económicas, Buchholz se vio obligado a trasladarse de Berlín al campo. En 1925 se instaló en Germendorf, cerca de Berlín, donde mantuvo a su familia con la horticultura y la cría de aves de corral. Durante algún tiempo también abrió una gravera. 
Continuó pintando hasta 1933, cuando los nacionalsocialistas etiquetaron su obra de "degenerada". Fue detenido varias veces y recibió la prohibición de pintar y participar en exposiciones. 
Reanudó su actividad después de la guerra en 1945. Continuó viviendo en Germendorf hasta 1950, cuando pudo trasladarse a Berlín Occidental. 
Durante las décadas de 1950 y 1960, Buchholz realizó varias exposiciones individuales en Europa y Estados Unidos. En 1955, la Galería del Siglo XX de Berlín compró dieciocho de sus cuadros del periodo de 1918 a 1922. En 1969 el Museo de Wiesbaden organizó una retrospectiva de su obra, que viajó a Colonia y Stuttgart. Otra retrospectiva fue organizada en 1971 por la Biblioteca de Arte de Berlín. También participó en otras exposiciones como el Salon des Réalités Nouvelles de París.
En 1964, Buchholz presentó una secuencia de serigrafías denominada "Constant-Variables", en la que explora la idea de una obra de arte como permeable en el tiempo y el espacio. La serie muestra un estrecho vínculo con sus obras anteriores de la década de 1920. La secuencia que utiliza solo rojo, blanco y negro está impulsada por un marco simple: dos rectángulos que se desplazan y se alternan en un eje diagonal, una secuencia fija de tres líneas y una forma de bloque central. Estos criterios mínimos crean una gama amplia de permutaciones en el transcurso de las seis variaciones, que transponen cambios adicionales en el color de fondo en relación con los elementos fijos, así como en la alternancia de los rectángulos de un eje diagonal a uno horizontal o vertical 
Erich Buchholz falleció en Berlín el 29 de diciembre de 1972.

## Publicaciones
- Die Idee ist der Todfeind des Lebens, 1922 (En: Erich Buchholz - Katalog Deutsche Gesellschaft für Bildende Kunst, Berlín 1965
- Das rote Heft, Berlín 1927
- Die große Zäsur, Berlín 1953
- Das Buchholz-Ei, Flensburgo 1963
- Untersuchungen über das Lichtkabinett, Berlín 1967
- An meinem Fall scheitert die offizielle Kunstgeschichte, Frankfurt 1969
- Seuche gebannt – zur Historie einiger Begriffe, Berlín.